# Завръщането на живите мъртви 3
„Завръщането на живите мъртви 3“ (на английски: Return of the Living Dead 3) е американски романтичен филм на ужасите от 1993 г.

## Сюжет
Внимание:  Текстът по-долу разкрива сюжета на произведението (или части от него)!
Този филм се отказва от формулата комедия/ужаси, наложена в първите два филма, като вместо това налага романтична драма/ужаси. Кърт, чийто баща е полковник в армията на САЩ, наблюдава експерименти с Триоксин. След като приятелката на Кърт, Джули е умира в катастрофа с мотор, той излага трупа ѝ на въпросния газ, за да го върне към живота като зомби. По време на събитията във филма, Джули става все по-гладна за човешки мозък.

## Актьорски състав
- Кент Маккорд – полковник Джон Рейнолдс
- Мелинда Кларк – Джули Уокър
- Джей Тревър Едмънд – Кърт Рейнолдс
- Джеймс Калахън – полковник Пек
- Сара Дъглас – лейтенант Синклеър
- Абигейл Ленц – Майнди